# Symplecta (Psiloconopa) peayi
Symplecta (Psiloconopa) peayi is een tweevleugelige uit de familie steltmuggen (Limoniidae). De soort komt voor in het Nearctisch gebied.